# Kevin Lisbie
Kevin Anthony Lisbie (ur. 17 października 1978 w Londynie) – jamajski piłkarz występujący na pozycji napastnika.

## Kariera klubowa
Lisbie karierę rozpoczynał w 1996 roku w zespole Charlton Athletic, grającym w Division One. W sezonie 1997/1998 awansował z nim do Premier League. W lidze tej zadebiutował 28 grudnia 1998 w przegranym 0:1 meczu z Arsenalem. W 1999 roku grał na wypożyczeniach zespołach Gillingham oraz Reading z Division Two. Z kolei w 2000 roku został wypożyczony do QPR z Division One. W 2001 roku wrócił do Charltonu, a 25 sierpnia 2001 w wygranym 1:0 pojedynku z Ipswich Town strzelił pierwszego gola w Premier League. W sezonie 2005/2006 Lisbie przebywał na wypożyczeniach w drużynach Championship – Norwich City oraz Derby County. Potem wrócił do Charltonu, w którym występował do końca sezonu 2006/2007.
W 2007 roku odszedł do Colchester United, grającego w Championship. Spędził tam sezon 2007/2008, a potem przeniósł się do Ipswich Town, również występującego w tej lidze. Z Ipswich Lisbie był wypożyczany do Colchester, grającego już w League One, a także do Millwall (Championship). W 2011 roku został zawodnikiem Leytonu Orient z League One. W 2015 roku został stamtąd wypożyczony do Stevenage (League Two). W sezonie 2015/2016 był graczem innego klubu tej ligi – Barnet. W 2016 roku zakończył karierę.
W Premier League rozegrał 113 spotkań i zdobył 14 bramek.

## Kariera reprezentacyjna
W reprezentacji Jamajki Lisbie  zadebiutował 16 maja 2002 w przegranym 0:5 towarzyskim meczu ze Stanami Zjednoczonymi. 7 września 2003 w przegranym 1:2 towarzyskim pojedynku z Australią strzelił pierwszego gola w kadrze. W latach 2002–2004 w drużynie narodowej rozegrał 10 spotkań i zdobył 2 bramki.